# Башкирська сільська рада
Башки́рська сільська рада (рос. Башкирский сельский совет) — сільське поселення у складі Половинського району Курганської області Росії.
Адміністративний центр та єдиний населений пункт — село Башкирське.
Населення сільського поселення становить 506 осіб (2017; 608 у 2010, 859 у 2002).